# Ingrid Haubold
Ingrid Haubold (* 1943 in Berlin) ist eine deutsche Opernsängerin (Sopran).

## Leben
Ingrid Haubold verbrachte ihre Kindheit in Oberbayern und studierte zunächst an der Akademie in Detmold Kirchenmusik. Es folgte eine Ausbildung bei Annelies Kupper an der Musikhochschule München. Sie wurde in das Studio der Bayerischen Staatsoper München aufgenommen und sang in der Spielzeit 1965/66 am Theater am Gärtnerplatz. 1970 begann sie dann ihre eigentliche Karriere mit einem Engagement am Landestheater Detmold. 
Haubold gastierte unter anderem an der Staatsoper Hannover und am Staatstheater Karlsruhe, an der Wiener Staatsoper, an der Deutschen Oper Berlin, am Saarländischen Staatstheater in Saarbrücken, am Teatro Massimo in Palermo, am Teatro Comunale di Bologna, an der Oper von Antwerpen, an der Metropolitan Oper New York und zahlreichen anderen Musiktheatern. Auch bei verschiedenen Festspielen, wie etwa beim Lucerne Festival, den Bayreuther Festspielen, den Salzburger Festspielen, den Wiesbadener Maifestspielen, den Savonlinna-Opernfestspielen sowie beim Richard Wagner Festival Wels war sie zu hören.
Sie beherrscht ein breites Bühnenrepertoire, das Partien wie Pamina in Die Zauberflöte, Senta in Der fliegende Holländer, Elisabeth in Tannhäuser, Elsa in Lohengrin, Eva in Die Meistersinger von Nürnberg, Freia, Sieglinde, Gutrune und Brünnhilde in den Opern des Ring-Zyklus, die Isolde in Tristan und Isolde, Irene in Rienzi, Ada in Die Feen, Leonore in Fidelio, Chrysothemis in Elektra von Richard Strauss, die Titelfigur in Ariadne auf Naxos, die Marschallin in Der Rosenkavalier, Marie in Die verkaufte Braut von Bedřich Smetana sowie die Titelrollen in den Janáček-Opern Jenufa und Katja Kabanowa enthält.
Haubold war mit dem aus Finnland stammenden Bassisten Heikki Toivanen verheiratet.